# 青苧座
青苧座（日语：／ Aosoza */?）是日本南北朝時代至戰國時代經營苧麻買賣商人所組成的座，「青苧」是指從苧麻的表皮所採取的纖維，為越後上布的原材料。

## 概要
永德3年（1383年），正親町三條家將自己對苧麻的課稅權轉讓予三條西家。中世後期，三條西家旗下的天王寺苧座、京中苧座、坂本苧座和越後苧座等等均是主要的苧座。三條西家通過派遣苧公事代官前往美濃國、丹波國、坂本和京都的出入口，設置苧麻的專門關隘來徵收稅項，並且擁有延長苧座權限的權力。其中，以天王寺苧座為例，在室町時代前往越後購入苧麻，並且通過主張自己的獨佔購入權來攏斷市場，為此天王寺苧座每年向三條西家繳納150貫文來維持其權限。文明年間（1469年-1487年），有大約6、7間苧座的店鋪坐立於天王寺今宮海邊的市場。坂本苧座和京中苧座則通過從天王寺苧座入貨，並且以越後苧為主。永正至大永年間（1504年-1528年），三條西家也委託了守護代栗屋氏向停舶於若狹國的苧麻船徵稅，天文年間（1532年-1555年）時徵收對象擴展至甲斐國和信濃國的青苧和白苧。然而，在越後抬頭的戰國大名長尾氏早在明應6年（1497年）之前便否定天王寺苧座的獨佔購入權，同時也解除了對其免課稅的特權，並且以永正之亂爆發為契機，開始通過輸出苧麻到畿內。大永年間（1521年-1528年），長尾氏更授予藏田五郎左衛門公事徴收和越後苧座管轄權，直至天正年間（1573年-1592年），而藏田則每年向三條西家繳納五十貫文作為稅項，以此來將越後苧輸出至京都。進入上杉氏時代後，越後青苧座負責管理進出越後的苧麻船，並且徵收稅項，逐漸取得對苧麻的主導權。戰國時代末期，上杉謙信加強在直江津和柏崎等地徵收稅項，促使了天王寺苧座的瓦解。另外，近江國保内和枝村（現滋賀縣豐鄉町上枝、下枝一帶）的商人則通過伊勢國、美濃等地將苧麻帶進京都。然而，隨著織田政權在領內推行了樂市樂座，繼承的豐臣政權更是將樂市樂座推行至日本全國各地，導致了座的解體，加上上杉景勝移封至會津後木棉的普及，以及堀秀治入主後加重對苧麻的稅額，其後的高田藩主松平光長也維持這個方針，使到苧麻的成品越後上布愈見停滯不前，反之在先後移至會津藩和米澤藩的上杉氏的努力下，兩藩成功出產優質的苧麻，甚至輸出至原來越後苧麻的產地魚沼地方。